# All Over You
«All Over You» es una canción por el grupo de rock alternativo Live, cuál fue lanzado como un sencillo de su álbum de 1994, Throwing Copper.
La canción no fue oficialmente lanzado como un sencillo adquirible comercialmente en los Estados Unidos, pero alcanzó la posición # 33 en el Billboard Hot 100 Airplay y llegó al #1 en la lista Billboard Recurrent Airplay. La canción también llegó a la posición #4 y #2 en el Billboard Modern Rock Tracks y Mainstream Rock Tracks, respectivamente. Debido a que no fue lanzado como sencillo comercial en los Estados Unidos, fue ineligible para el Billboard Hot 100.
La canción llegó a la posición #48 en el UK Singles Chart.
Las grabaciones en vivo de los lados B se registraron en el Festival de Glastonbury 1995, con la excepción de la versión en vivo de "Waitress", que fue grabado en vivo por el P3 de la Corporación de Radiodifusión Sueca dn Gino, Estocolmo, Suecia, el 9 de junio de 1995 .

## Lista de canciones
Todas las canciones escritas por Live:

### Sencillo Australiano y Europeo
1. «All Over You» – 4:00
2. «Shit Towne» (Versión En Vivo) – 4:34
3. «Iris» (Versión En Vivo) – 4:04
4. «All Over You» (Versión En Vivo) – 4:14

### Reino Unido CD sencillo 1(RAXTD 20)
1. «All Over You» – 4:01
2. «Shit Towne» (Versión En Vivo) – 4:34
3. «All Over You» (Versión En Vivo) – 4:14

### Reino Unido CD sencillo 2(RAXXD 20)
1. «All Over You» – 4:01
2. «Waitress» (Versión en vivo) – 4:12
3. «Iris» (Versión en vivo) – 4:04

### Reino Unido sencillo casete
1. «All Over You» – 4:01
2. «Shit Towne» (Versión en vivo) – 4:28